# Filip Ude
Filip Ude (* 3. Juni 1986 in Čakovec) ist ein kroatischer Turner. 
Für Kroatien nahm er 2008 bei den Olympischen Spielen in Peking teil und erreichte in seiner Paradedisziplin am Pauschenpferd olympisches Silber.

## Karriere-Höhepunkt
- 2008 Vize-Europameister